# Nirmala Sitharaman
Nirmala Sitharaman, née le 18 août 1959, est une femme politique indienne de l’État de Tamil Nadu,.
De 2010 à 2014, elle est porte-parole nationale du Bharatiya Janata Party (BJP). De 2014 à 2017, elle est ministre du Commerce et de l'Industrie, ainsi que ministre d'État aux Finances et aux Affaires corporatives au sein du ministère des Finances dirigé par Arun Jaitley. Depuis 2016, elle représente l'État du Karnataka à la Rajya Sabha puis exerce les fonctions de ministre de la Défense de 2017 à 2019, et de ministre des Finances depuis 2019.

## Biographie

### Origine, études et carrière professionnelle
Nirmala Sitharaman est née à Madurai, dans l'Etat de Tamil Nadu, dans le Sud de l'Inde, de Shri Narayanan Sitharaman et Savitri. Elle est issue d'une famille brahmane tamoule Iyengar. Elle obtient sa licence au Seethalakshmi Ramaswamy College, à Tiruchirappalli, puis une maîtrise en économie à l'université Jawaharlal Nehru en 1980, suivie d'un doctorat portant sur le commerce indo-européen des textiles au sein du  GATT. 
Elle est d'abord employée comme gestionnaire principale chez Pricewaterhouse Coopers, et plus tard chez BBC World Service. Elle fait aussi partie des directeurs fondateurs de l'école Pranava à Hyderabad.

### Carrière politique
Elle est membre de la Commission nationale pour les femmes de 2003 à 2005. C'est lors de son passage dans cette institution qu'elle entre en contact avec Sushma Swaraj, qui la pousse ensuite à s'investir dans le Bharatiya Janata Party (BJP).
Son mari, Parakala Prabhakar, a été le porte-parole du BJP dans l'État d'Andhra Pradesh au début des années 2000. Il le quitte pour rejoindre le Praja Rajyam Party, créé par l'acteur Chiranjeevi, en 2007, alors que son épouse rejoint le BJP en 2006. Parakala Prabhakar finit cependant par partir du Praja Rajyam Party, désillusionné. Pendant ce temps, Nirmala Sitharaman gagne peu à peu en popularité au sein du BJP, alors dirigé par Nitin Gadkari. En mars 2010, elle devient membre de l'équipe des six porte-paroles du parti, menée par Ravi Shankar Prasad. Elle intervient alors régulièrement sur les plateaux des chaînes d'information pour promouvoir les positions du BJP, défendant également son dirigeant Narendra Modi. 
En tant que porte-parole, elle joue un rôle important dans la campagne qui mène à la victoire de ce dernier lors des élections législatives de 2014. Elle est très tôt citée parmi les possibles ministrables de son futur cabinet.

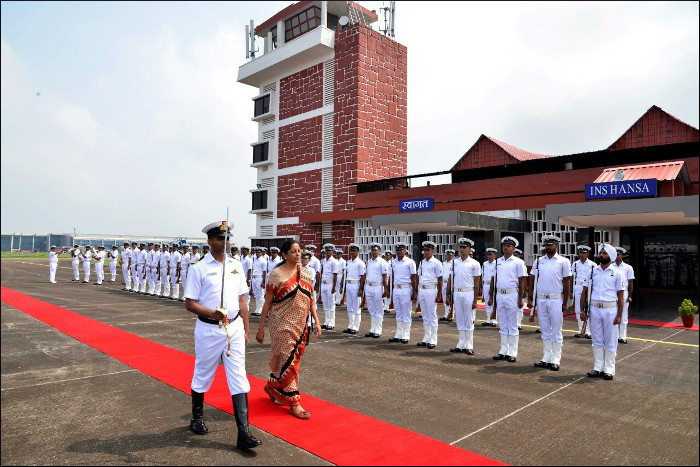
La ministre de la Défense en 2017 à l'INS Hansa.

Le 26 mai, elle devient ministre d'État pour le ministère du Commerce et de l'Industrie et ministre d'État aux Finances et aux Affaires corporatives, au sein du ministère des Finances dirigé par Arun Jaitley. 
Le 29 mai 2016, elle figure parmi les 12 candidats proposés par le BJP pour se présenter aux élections du 11 juin 2016 de la Rajya Sabha. Elle est élue avec succès dans la circonscription de Karnataka.
Le 3 septembre 2017, elle devient ministre de la Défense.
Ministre des Finances depuis 2019, son projet de loi de finances pour l’année fiscale 2021-2022 prévoit des privatisations massives : deux banques publiques – l’IDBI de Bangalore et la Bank of Maharashtra –, la compagnie maritime Shipping Corporation of India, le transporteur de fret Container Corporation of India, le constructeur d’engins de chantier Bharat Earth Movers, l’entreprise de transport par hélicoptère Pawan Hans ou encore l’exploitant de minerais Neelachal Ispat Nigam.

## Vie privée
Elle a rencontré son mari, Parakala Prabhakar, un Andhraite de Narasapuram (Andhra Pradesh), à l'université Jawaharlal Nehru. Alors que Nirmala Sitharaman est partisane du BJP, lui est issu d'une famille soutenant le Parti du Congrès. Sa belle-mère était députée de ce parti dans l'Andhra Pradesh, tandis que son beau-père était un ministre du gouvernement local de l'Andhra Pradesh dans les années 1970.
En 1991, Nirmala Sitharaman et son mari quittent le Royaume-Uni pour l'Inde, déménagent à Narasapuram, dans les zones côtières de l'Andhra Pradesh. Enceinte de son premier enfant, elle se rend à Chennai pour accoucher. Elle reste coincée à l'hôpital pendant plus d'une semaine en raison des troubles déclenchés par l'assassinat de Rajiv Gandhi en mai. Plus tard, avec leur fille, le couple s'installe à Hyderabad.